# Valle de la Pascua (paroisse civile)
Pour les articles homonymes, voir Valle de la Pascua.
Valle de la Pascua est l'une des deux paroisses civiles de la municipalité de Leonardo Infante dans l'État de Guárico au Venezuela. Sa capitale est Valle de la Pascua, chef-lieu de la municipalité.

## Géographie

### Démographie
Hormis sa capitale Valle de la Pascua, chef-lieu de la municipalité, la paroisse civile comporte plusieurs localités, dont :
- Barrasquito
- Cejerinera
- Chupadero
- Coco de Mono
- El Bostero de Tamanaco
- Corozal
- El Corozo
- Jácome Abajo
- Jácome Arriba
- La Bandera Blanca
- La Colorada
- La Pereña
- La Quinta
- Las Babas
- Las Campechanas
- Las Dos Palmas
- Loma Alta
- Los Isleños
- Los Viborales
- Mahomito
- Mamonal
- Morichalito
- Pela El Ojo
- Santa Rosa
- Santa Teresa
- Tierra Libre
- Valle de la Pascua
- Velásquez
- Zanjonote